# 延雪平大学
延雪平大学（瑞典語：Jönköping University）是一所位于瑞典延雪平的私立大学。

## 历史
1977年在瑞典延雪平建立，和全球约350所大学有合作关系。是瑞典政府承认的三所私立大学之一。

## 画廊

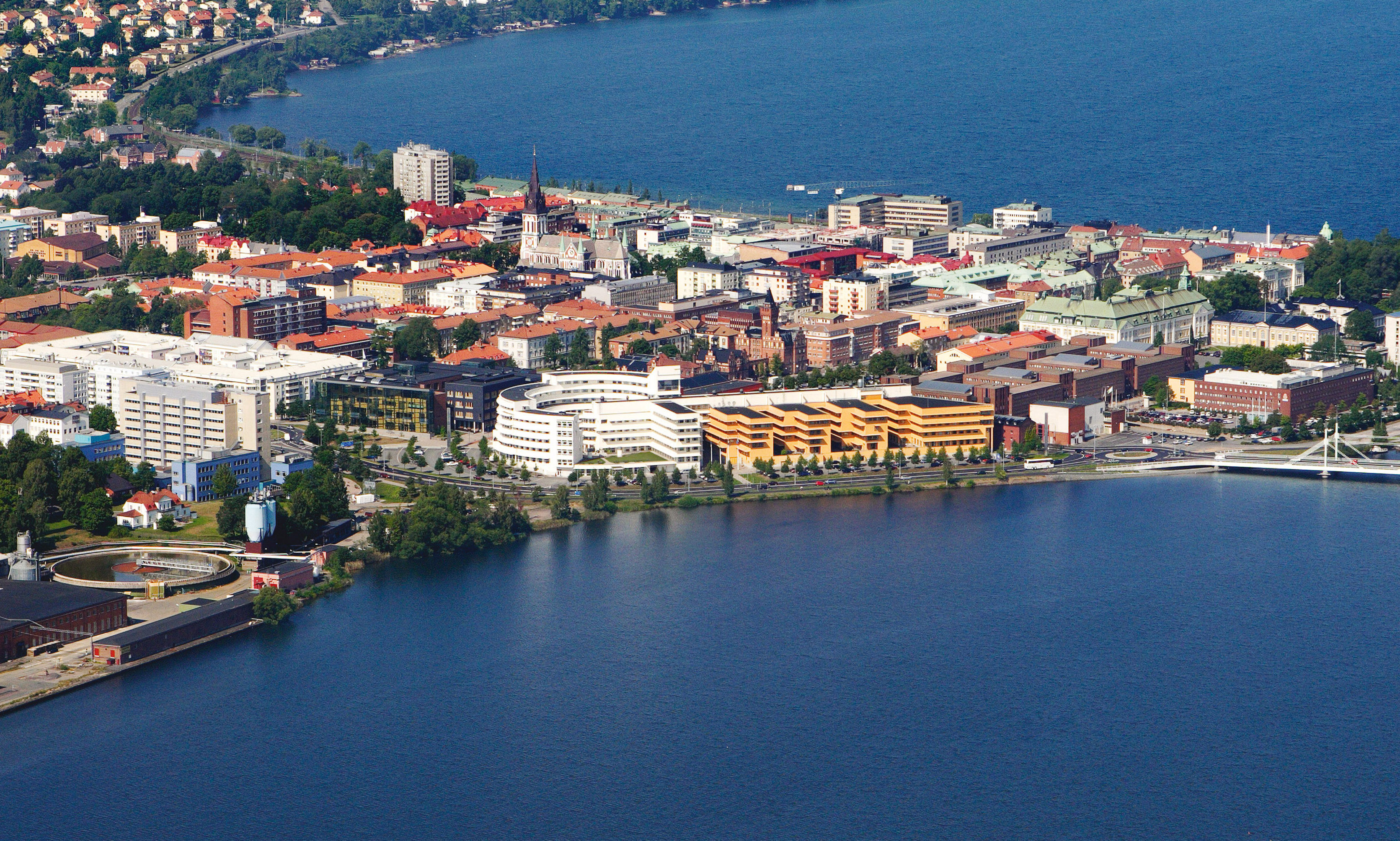
大学鸟瞰图
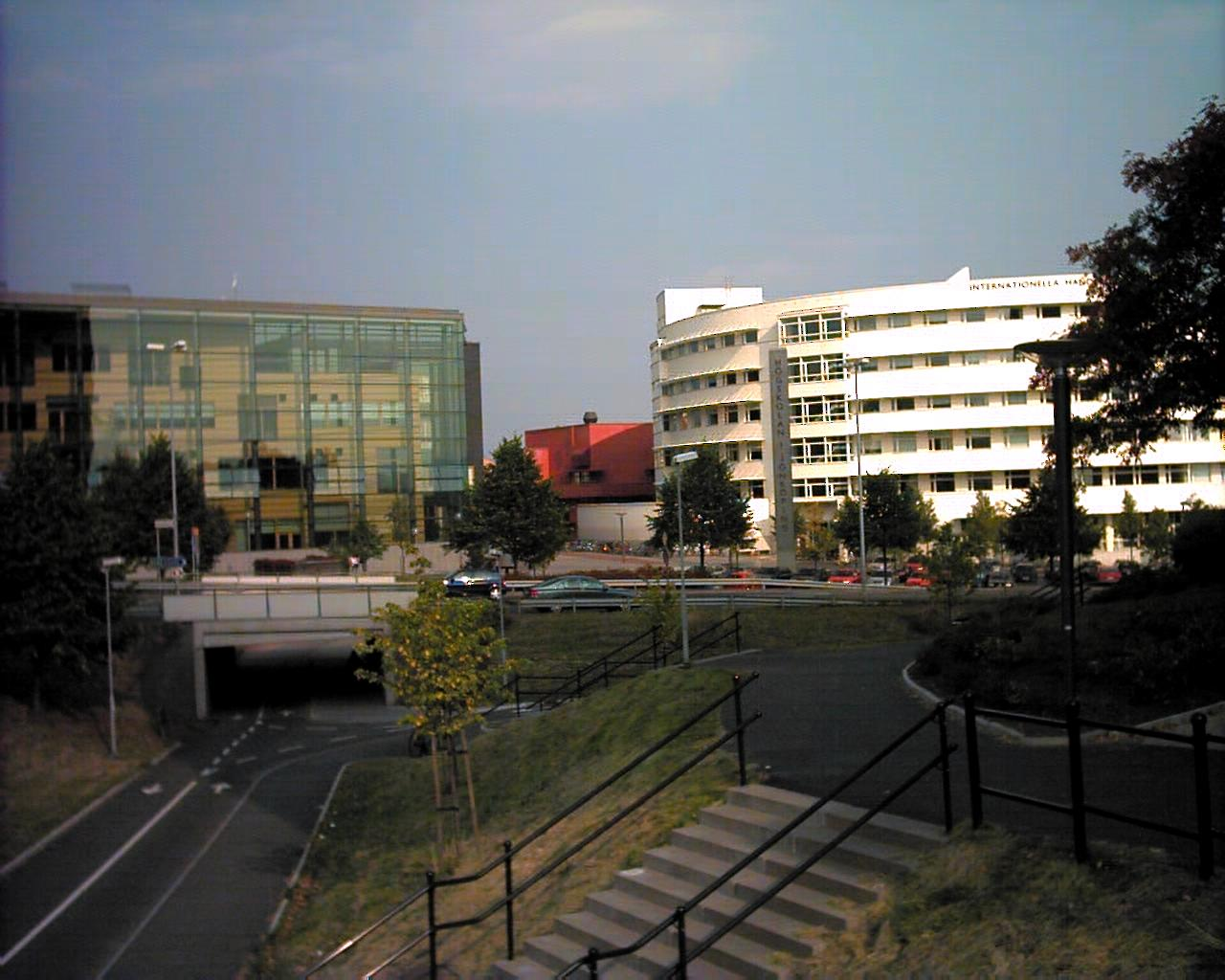
校内
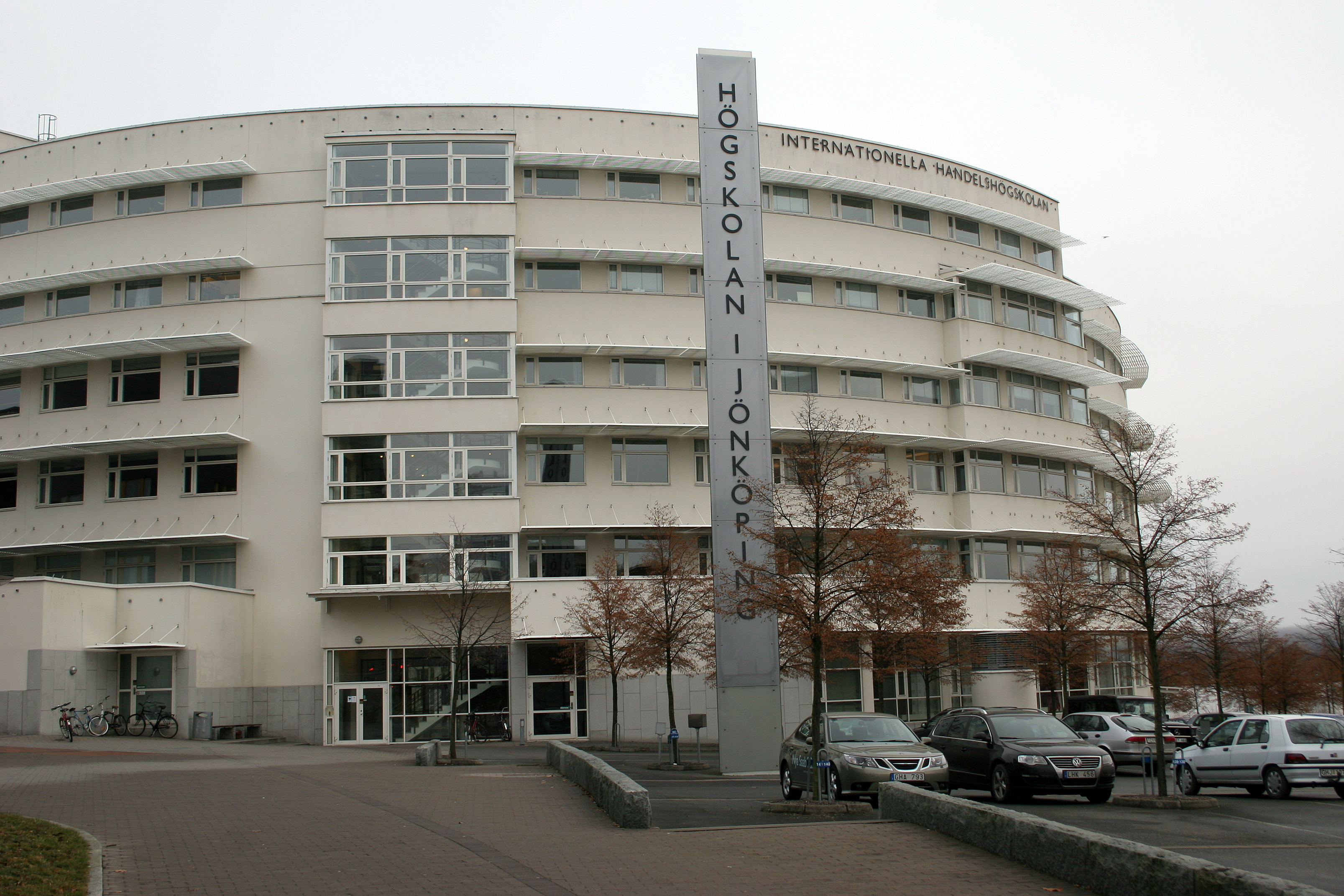
校内
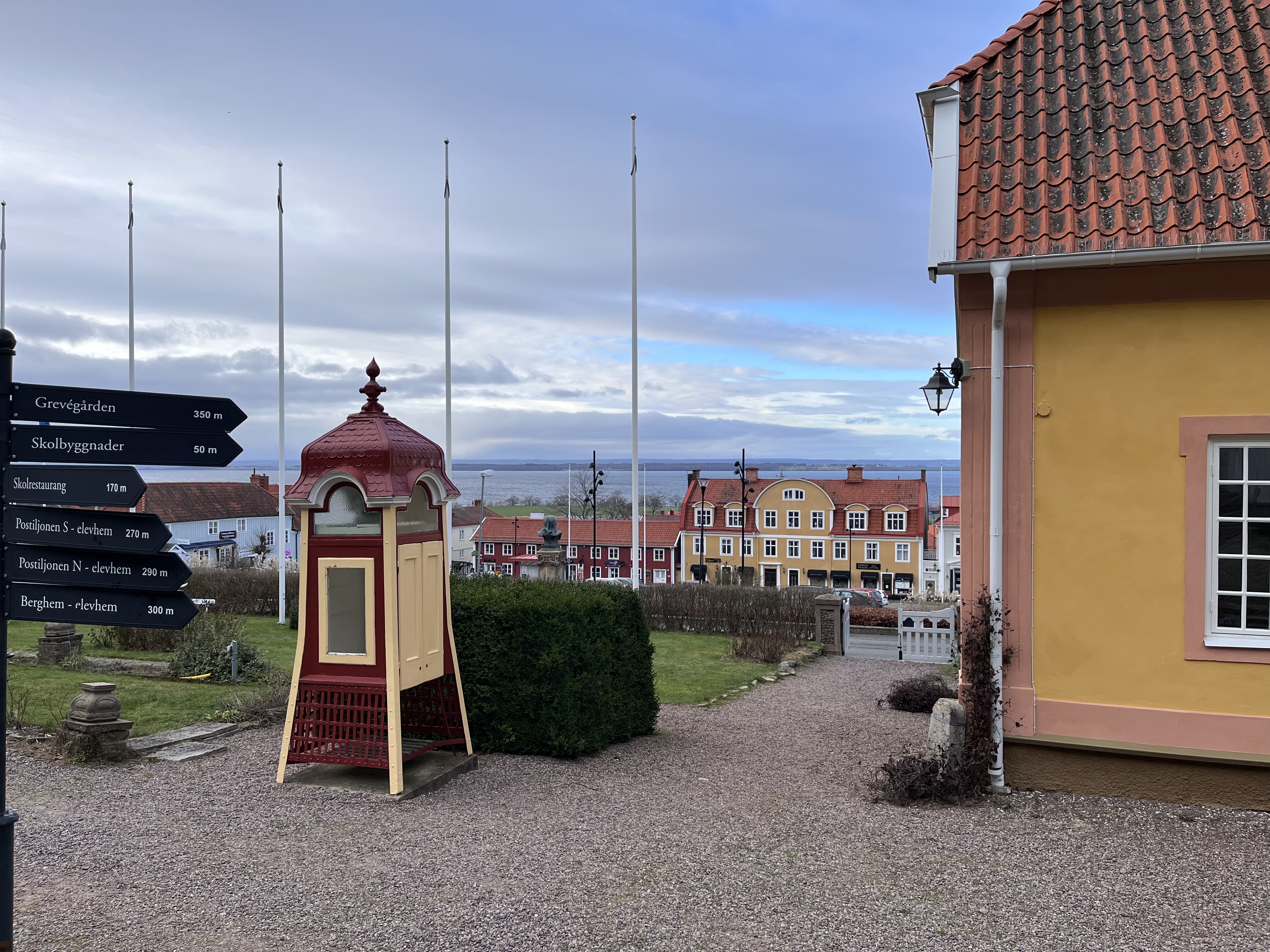
Campus Gränna 的照片，展示了从花园看到的 Vättern 湖的景色。
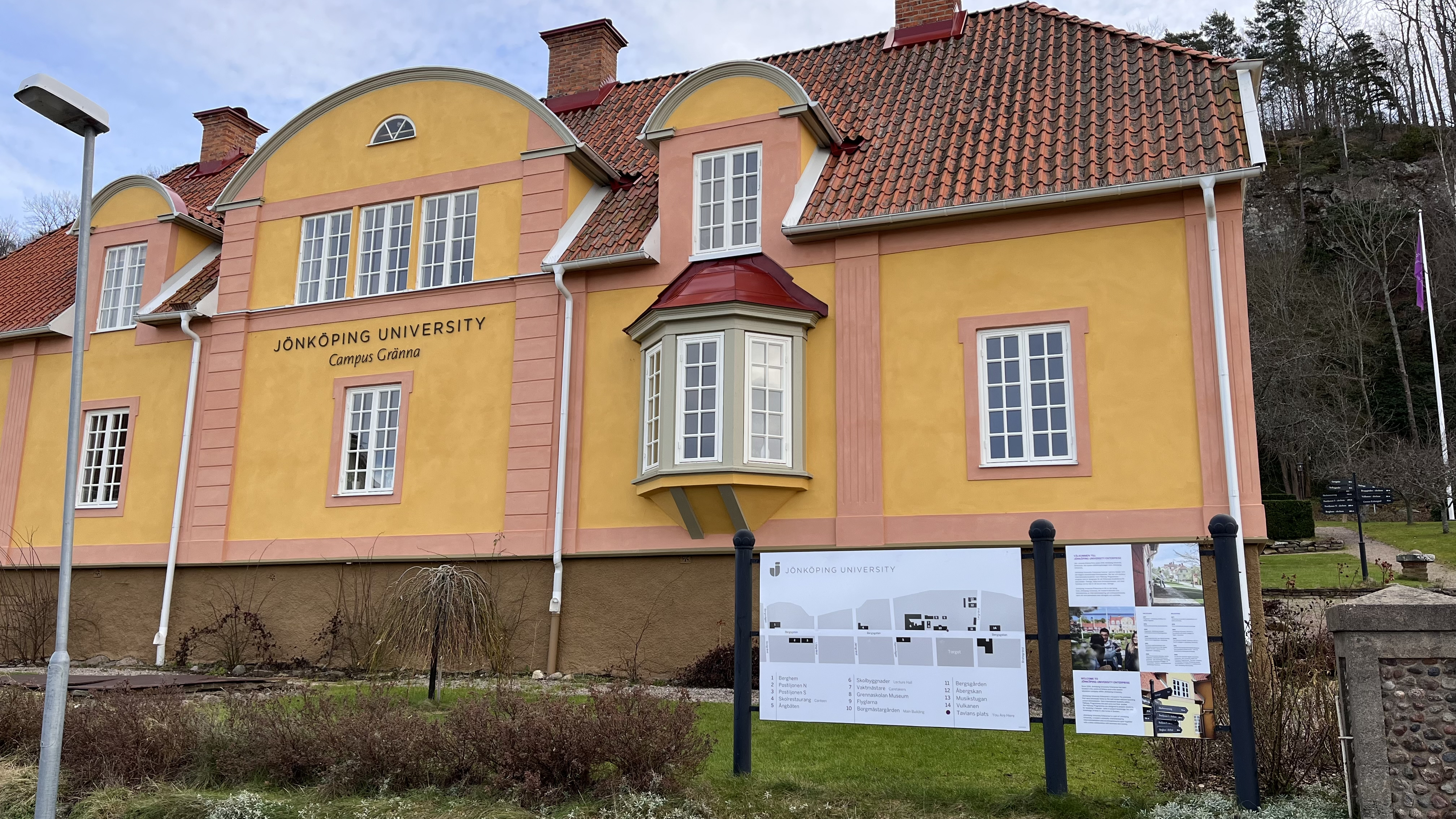
该建筑是 Campus Gränna 的主要行政大楼，是瑞典延雪平大学的一部分。 该建筑名为 Borgmästargården，建于 1798 年。